# 阿伦·索尔茨
阿伦·索尔茨（俄语：Аарон Александрович Сольц，1872年3月10日—1945年4月30日）苏联政治家、律师、老布尔什维克，有"党的良心"之称。他对苏联政治压迫负有部分责任，但他也是斯大林支持者中极少数公开反对大清洗的人，后经过多年强制收容后，他在精神病院去世。